# Station Burgess Hill
Burgess Hill is een spoorwegstation van National Rail in Burgess Hill, Mid Sussex in Engeland. Het station is eigendom van Network Rail en wordt beheerd door Southern. Het station is geopend in 1841.